# Platypalpus ciliaris
Platypalpus ciliaris is een vliegensoort uit de familie van de Hybotidae. De wetenschappelijke naam van de soort is voor het eerst geldig gepubliceerd in 1816 door Fallen.